# ليو دي غيل
ليو دي غيل هو سياسي غرينادي، ولد في 28 ديسمبر 1921 في غرينادا، وتوفي في 23 مارس 1986 في إنجلترا في المملكة المتحدة. انتخب حاكم غرينادا العام (7 فبراير 1974 – 30 سبتمبر 1974).